# Sundown (песня)
«Sundown» — песня канадского автора-исполнителя Гордона Лайтфута. Изначально она появилась в альбоме Лайтфута Sundown, который был выпущен в январе 1974 года. «Sundown» представляет собой песню в жанре фолк-рок, в которой предположительно рассказывается о затруднительных отношениях Лайтфута с канадской бэк-вокалисткой, групи и впоследствии осужденной наркоторговкой Кэти Смит. Через два месяца, 25 марта того же года, песня была выпущена отдельным синглом, вместе с другой песней альбома «Too Late for Prayin'» на обратной стороне сингла.
«Sundown» возглавила американские чарты Billboard Hot 100 и Easy Listening, а также стала #14 в чарте кантри-песен Hot Country Songs. Кроме того, песня возглавила чарты канадского музыкального журнала RPM, а также заняла верхние строчки хит-парадов в других странах мира. Таким образом, «Sundown» стала единственной песней Лайтфута, возглавившей американские хит-парады.

## История создания
Ко времени выхода альбома Sundown Лайтфут находился в расцвете творческой карьеры, однако в его личной жизни наступил серьёзный кризис. Он развёлся со своей первой женой, Бритой Ингегерд Олаиссон, кроме того, сказывались проблемы с алкоголизмом. Проблемы Лайтфута стали чаще проявляться в его песнях, при этом сам Лайтфут оставлял имена людей в неизвестности. 
В первой половине 1970-х годов Кэти Смит, бывшая бэк-вокалисткой, а также групи на концертах рок-группы The Band, стала любовницей Гордона Лайтфута. Личные отношения Лайтфута и Смит складывались весьма неоднозначно. Смит была общительной и любила проводить время с музыкантами, в то время как Лайтфут был ревнивым и нетерпеливым. Всё это приводило к многочисленным дракам и ссорам. Так, во время одной из таких драк, находясь в тот момент в нетрезвом состоянии, Лайтфут сломал Смит скулу. Впоследствии Смит фигурировала в документах Лайтфута на развод, а вскоре после окончания его романа со Смит Лайтфут стал участником самого дорогого на тот момент бракоразводного процесса в истории Канады.
В интервью Лайтфут не подтвердил, что именно Смит была его музой, когда он сочинял «Sundown», и сказал, что вдохновением для песни послужила «девушка», которая была с ним в то время. В документальном фильме Gordon Lightfoot: If You Could Read My Mind, посвящённом жизни и творчеству Лайтфута, «Sundown» играет во время обсуждением отношений Лайтфута со Смит. Брайан Гуд, участник гастрольной группы Лайтфута The Good Brothers, сказал: «Он написал «Sundown», имея в виду нескольких человек, которые могли быть связаны со Смит, и некоторые из них были друзьями Гордона».
Гордон Лайтфут вспоминал собственные чувства, в итоге сподвигшие его к написанию «Sundown»:

Вроде как моя девушка одним вечером сидела вместе с друзьями в баре, пока я сидел дома и писал песни. Я подумал: «Любопытно, чего она забыла со своими друзьями в этом баре!» Было именно такое чувство. «Где же моя настоящая любовь? Что моя настоящая любовь делает?»
Лайтфут сидел за своим столом в доме и продолжал писать песни, однако в мыслях он всё время возвращался к девушке в бар. Впоследствии Лайтфут вспоминал: «Я надеялся, что никто другой на нее не позарится, потому что она была довольно симпатичной. Именно таким образом я и написал песню «Sundown». Собственно говоря, она была написана как раз на закате, когда солнце садилось за фермой, которую я арендовал, чтобы использовать её для записи альбома».

## Текст
Согласно пояснениям вкладчиков на сайте Genius, Лайтфут писал песни на протяжении недель, а пока он сидел дома, занимаясь данным процессом, его девушка ходила по барам и напивалась. В интервью британскому электронному журналу Far Out Лайтфут поделился своими переживаниями, которые воплотились в песне «Sundown»: «Это всего лишь размышление о ситуации, когда кто-то задается вопросом, что делает его любимая в данный момент. Он не совсем понимает, где она находится. Он также не готов отказаться от неё, и это все, что я могу сказать по этому поводу». Строки первого куплета песни объясняют его опасения, что кто-то другой завоюет её из-за её привлекательной внешности.
В первом припеве песни под покровом темноты подразумевается то, что обычно скрыто от солнечного света, однако теперь выходит наружу. Если у девушки есть личные секреты, то они открыто проявляются с закатом солнца. В том же самом припеве Лайтфут хочет знать, что его любовный интерес действительно принадлежит ему. В своей песне Гордон излагает подозрения, возникшие у него в связи с деятельностью его тогдашней девушки, Кэти Смит. На фанатском сайте, посвящённом творчестве Лайтфута, была высказана версия, что в целом «Sundown» повествует о неверности; строки первого припева представляют собой предупреждение мужчине, преследующем жену Лайтфута.
Второй куплет песни содержит предположения, что если девушка «занимается непотребствами» в барах, то, вероятнее всего, она делает это с мужчинами, останавливающимися там на короткое время — к таковым чаще всего относятся моряки, которые останавливаются в порту на ночь, а потом уплывают, и у них во многих случаях бывают эгоцентричные отношения на всю ночь. Исходя из таких предположений, она будет выглядеть абсолютной королевой для таких людей. В частности, строчка «Она выглядела как королева в мечтах моряка» раскрывает мощный сексуальный подтекст песни, усиливая тему плотского желания и соблазна запретного плода в песне. Под сном моряка подразумевается мечта, идеализированное представление о красоте и соблазне, которое преследует главного героя песни в реальности.
Выражение «не чувствовать боли» во втором припеве песни представляет собой идиому, обозначающую сильное опьянение. Рассказчик сожалеет о том, что, будучи пьяным, постоянно возвращается к этой женщине за чувственными удовольствиями. Во втором припеве песни рассказчик понимает, что возвращение к ней в состоянии алкогольного опьянения в поисках временного счастья только причиняет ему ещё большую боль, когда он трезвеет и понимает, что всё это происходит не по-настоящему.
Выражение «Быстросмотрящая» в третьем куплете песни означает женщину, которая выглядит лёгкодоступной. В свою очередь, «жёсткая любовь» означает либо её легкомысленное отношение к мужчинам, либо то, что её трудно полюбить из-за её отношения к мужчинам.

## Критика
Вскоре после своего релиза песня получила в основном положительные отзывы критиков. Так, колумнист журнала Rolling Stone Стивен Холден написал, что среди песен альбома Sundown «наиболее язвительными являются «Sundown», зловещее утверждение о сексуальной ревности, и «Circle Of Steel», песня протеста про антагонизм социальной обусловленности и бедности». В свою очередь, Мэттью Грюнвальд, подчёркивая музыкальные особенности песни, в своей рецензии на AllMusic подмечает, что «штрихи, скорее всего, были сделаны продюсером Ленни Варонкером, в очередной раз подтверждающим, почему он был одним из лучших в своем деле в этот период. Наконец, суровый тенор Лайтфута удерживает всё вместе с ярко выраженной индивидуальностью (это довольно трудная запись для кавер-версии), делая эту запись не только одной из лучших записей начала 1970-х, но и настоящей классикой поп- и рок музыки».

## Персонал
Сведено звукоинженером Ли Хершбергом. Записано на студии Eastern Sound Studios в Торонто (Канада).
- Гордон Лайтфут — лид-вокал[англ.] и бэк-вокал, двенадцатиструнная гитара
- Ред Ши[англ.] — электрогитара
- Терри Клеменс — акустическая гитара
- Джон Стокфиш — бас-гитара
- Джим Гордон — барабаны

## Позиции в чартах
| Чарты (1974)                      | Наив. поз. |
| --------------------------------- | ---------- |
| Канада (RPM Top Singles)          | 1          |
| США (Billboard Hot 100)           | 1          |
| ЮАР (Springbok Radio)             | 1          |
| Новая Зеландия (Listener)         | 2          |
| Ирландия (IRMA)                   | 14         |
| Нидерланды (Dutch Top 40)         | 16         |
| Великобритания (UK Singles Chart) | 33         |